# Муниципальное образование «Олойское»
Муниципальное образование «Олойское» — сельское поселение в Эхирит-Булагатском районе Иркутской области Российской Федерации.
Административный центр — село Олой.

## География
По территории сельского поселения проходит Качугский тракт (с 94 километра по 99 километр).

## Население
| 2010  | 2011  | 2012  | 2013  | 2014  | 2015  | 2016  |
| ----- | ----- | ----- | ----- | ----- | ----- | ----- |
| 1138  | ↘1134 | ↘1104 | ↘1082 | ↘1057 | ↘1046 | ↗1053 |
| 2017  | 2018  | 2019  | 2020  |       |       |       |
| ↗1060 | ↗1063 | ↘1062 | ↗1063 |       |       |       |

## Состав сельского поселения
В состав сельского поселения входят 3 населённых пункта:
| № | Населённый пункт | Тип населённого пункта       | Население |
| - | ---------------- | ---------------------------- | --------- |
| 1 | Баянгазуй        | село                         | ↗194      |
| 2 | Олой             | село, административный центр | ↘647      |
| 3 | Отонхой          | село                         | ↘263      |

## Местное самоуправление
Главой муниципального образования является выборное должностное лицо, избираемое тайным прямым голосованием. Представительный орган состоит из 10 депутатов.